# Kristofer Schipper

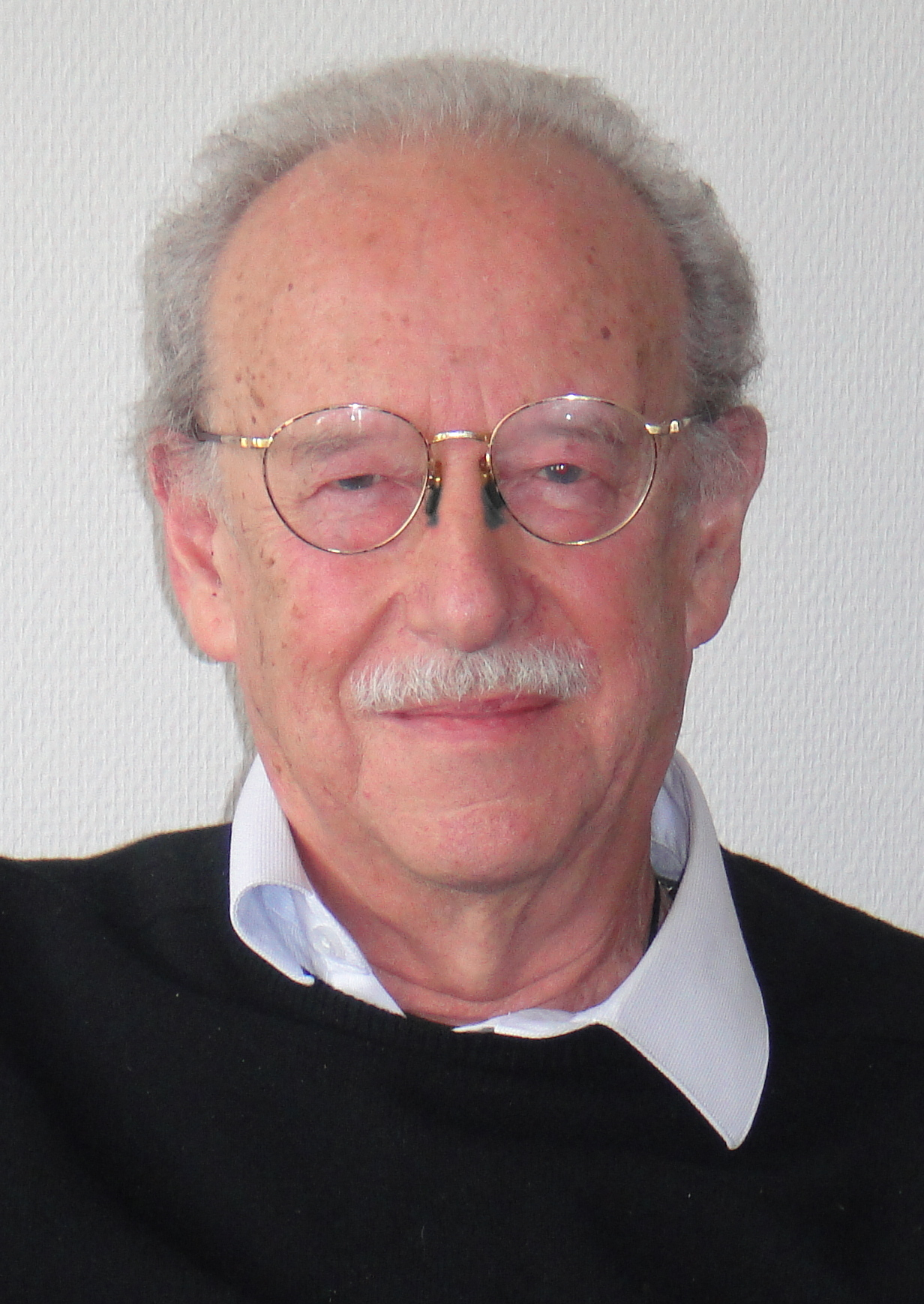
Kristofer Schipper (2009)

Kristofer Marinus Schipper (* 23. Oktober 1934 in Järnskog, Eda, Schweden; † 18. Februar 2021 in Amsterdam) war ein niederländischer Sinologe und Religionshistoriker. Sein Interessengebiet bildete der Daoismus, insbesondere die Erforschung des Daoistischen Kanons. Er lehrte unter anderem an der École pratique des hautes études in Paris und an der Universität Leiden.

## Biografie
Kristofer Schipper wuchs in den Niederlanden auf. Er besuchte in Bilthoven die Schule Werkplaats Kindergemeenschap von Kees Boeke sowie in Amsterdam das Montessori Lyceum. In Paris studierte er Kunst und Archäologie des Fernen Ostens an der École du Louvre (Diplom 1958) sowie Chinesisch und Japanisch an der École nationale des langues orientales vivantes (Diplom 1958 bzw. 1960). Es folgte ein Graduiertenstudium in der religionswissenschaftlichen (V.) Sektion der École pratique des hautes études (EPHE), das er 1962 abschloss. Anschließend erhielt er eine Anstellung als wissenschaftlicher Forscher an der École française d’Extrême-Orient (EFEO), der er bis 1973 angehörte.

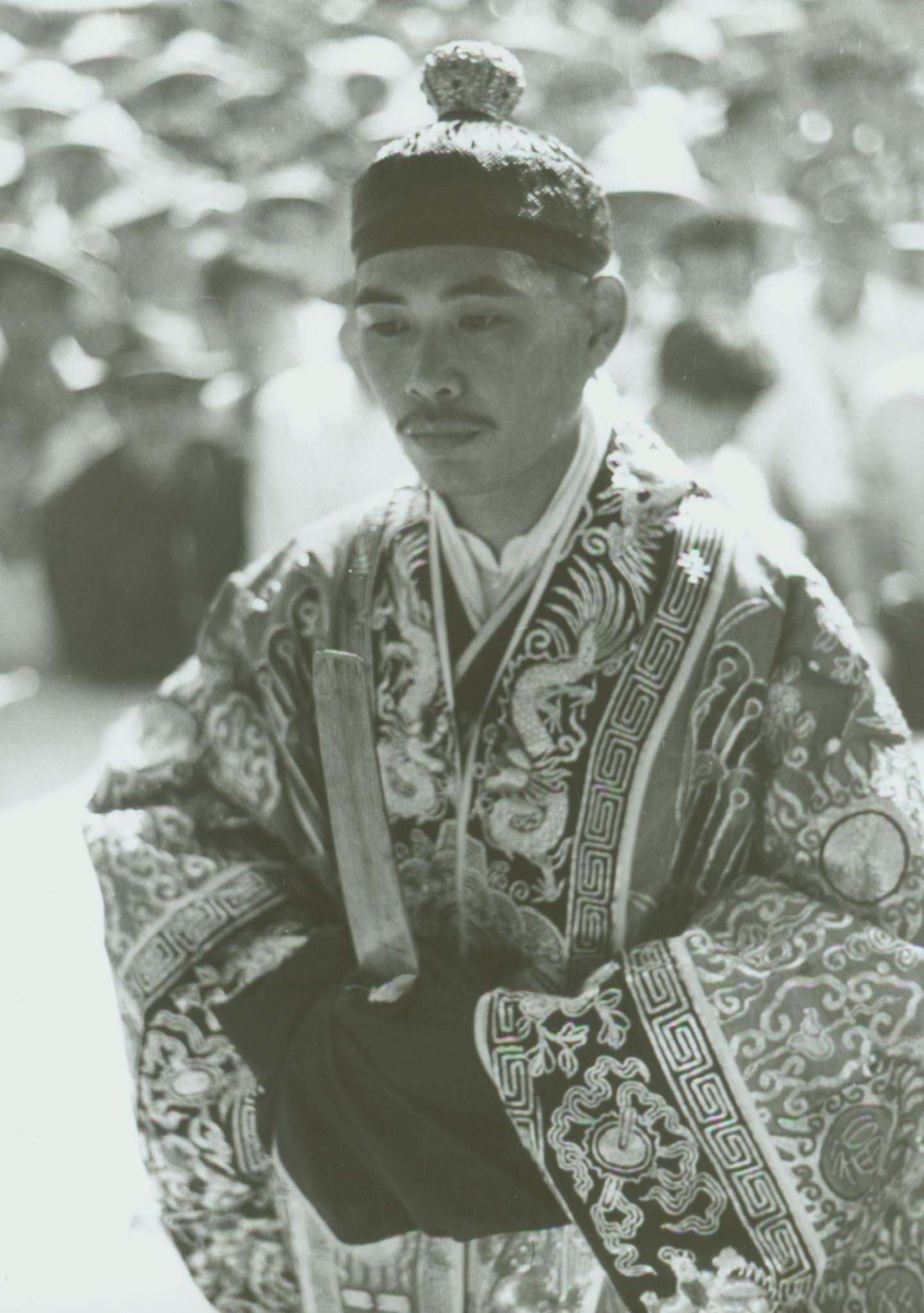
Junger Tao-Meister beim Initiationsritual in den Zhengyi-Orden (Foto: Kristofer Schipper, Gangshan, 1963)

1962 wurde Schipper als Gaststudent in Taipeh, der Hauptstadt von Taiwan, an der Academia Sinica zugelassen, wo er am Institut für Ethnologie arbeitete. Dies ermöglichte ihm, in der traditionellen Stadt Tainan im Süden Taiwans Feldforschung zu betreiben. Er interessierte sich für die chinesische Volksreligion sowie für das chinesische Puppentheater, das seiner Meinung nach Verbindungen zu taoistischen Ritualen hatte. Im Frühjahr 1964 erhielt Schipper die Gelegenheit, als erster westlicher Forscher einem großen Ritual namens Reines Opfer (qingjiao, 清醮) in Xigang beizuwohnen, das  einmal in drei Jahren stattfindet und jeweils fünf Tage dauert. 1968 wurde er als Meister in die Zhengyi-Schule des Taoismus eingeführt. Die Aufnahme erfolgte in Tainan  durch Zhang Enpu (1904–1969), Nachkomme der 63. Generation des ersten Himmelsmeisters Zhang Daoling.
1970 kehrte Kristofer Schipper nach Paris zurück, wo er 1972 auf eine Professur für chinesische Religionen in der V. Sektion der EPHE berufen wurde, die er bis zu seinem Eintritt in den Ruhestand 2002 innehatte. Zusätzlich leitete er am Centre national de la recherche scientifique (CNRS) von 1978/1979 bis 1984/1985 die Forschungsgruppe Taoistische Bibliographie und von 1996 bis 1999/2000 die Forschungsgruppe Peking als heilige Stadt. Von 1987/1988 bis 1992 war Schipper Direktor des Institut des hautes études chinoises am Collège de France. Von 1993 bis 1999 hatte er eine Gastprofessur an der Universität Leiden.
Schipper war von 1973 bis 1993 Schatzmeister der Société asiatique. Auf Basis mehrerer Arbeiten über Taoismus und Volksreligion verlieh ihm die Universität Paris VII (Diderot) 1983 das Doctorat d’État. Im selben Jahr erhielt er den Prix Stanislas Julien der Académie des inscriptions et belles-lettres. Die Königlich Niederländische Akademie der Wissenschaften (KNAW) wählte ihn 1995 zum Mitglied, 2004 wurde er als Offizier der französischen Ehrenlegion ausgezeichnet. Nach seiner Pensionierung lebte Schipper mit seiner Frau Yuan Bingling in Fuzhou in der Provinz Fujian.